# Rezé
Rezé är en stad och kommun i departementet Loire-Atlantique i Frankrike. Den är en förort till Nantes och hade 43 349 invånare i början av 2022, på en yta av 13,78 km².

## Befolkningsutveckling
Antalet invånare i kommunen Rezé
| Referens: INSEE |